# Dzsikkjó Powerful Pro jakjú 2016
A Dzsikkjó Powerful Pro jakjú 2016 baseball-szimulációs videójáték, melyet a Konami fejlesztett és jelentetett meg. A játék a Dzsikkjó Powerful Pro jakjú fősorozatának huszonkettedik tagja, amely 2016. április 28-án jelent meg Japánban PlayStation 3 és PlayStation 4 asztali-, illetve PlayStation Vita kézi konzolokra.
A játék a legtöbb Dzsikkjó Powerful Pro jakjú-címhez hasonlóan a Nippon Professional Baseball licence alapján készült, annak mind a tizenkét csapatát, azok stadionjait, mezeit, illetve a 2016-os és a 2017-es évi felállás szerinti teljes, 70-fős játékoskereteit is tartalmazza. A játék a sorozat korábbi címeihez hasonlóan nem a profi baseballjátékosokra, hanem kitalált csapatokra helyezi a hangsúlyt, s a legtöbb sportjátékkal ellentétben nem szerepel a borítóján egyetlen profi sportoló sem. A Dzsikkjó Powerful Pro jakjú 2016-ban számos játékmód szerepel, köztük a szezonmód, melyben a játékosok egy teljes, 143 mérkőzésből álló évadot játszhatnak le, illetve két karriermód is, melyben a játékosok egyedi baseballozókat hozhatnak létre. Új játékmódként szerepel a „PawaFes”, a „Success” nevű karriermód huszadik évfordulóját megünneplő mód, melyben a korábbi Dzsikkjó Powerful Pro jakjú-címek kitalált csapataival kell megmérkőzni, valamint a hivatalos online bajnokság-mód, melyet egy offline turnéval kísértek.
A játék megjelenése előtt több előzetes videó is megjelent hozzá, melyekben a játék bizonyos pontjait érintő változtatásokat mutatták be. A Dzsikkjó Powerful Pro jakjú 2016-ot megjelenésekor pozitívan fogadta a szaksajtó, valamint a célközönség is; 2017. április 24-ig 500 000 példányt szállítottak le belőle.

## Áttekintés
A Dzsikkjó Powerful Pro jakjú 2016 a sorozat első főjátéka a két évvel korábban, 2014. október 23-án megjelent Dzsikkjó Powerful Pro jakjú 2014 óta. A 2016-os kiadás a korábbi epizóddal szemben PlayStation 3 és PlayStation Vita platformok mellett PlayStation 4-re is megjelent, így ez a sorozat első tagja, mely elérhető a konzolon. Ugyan a három változat között csak minimális eltérések vannak, azonban a PlayStation 4-kiadás 1080p felbontású képminőség mellett nem tartalmazza a PlayStation 3- és PlayStation Vita-változatok egyszerre legfeljebb tizenkét egyedi, a felhasználók által készített játékos megjelenítésére vonatkozó technikai korlátozását.
A játék borítóján egy pavapuro-kun a dobódombról eldobja a labdát egy telt házas stadionban, míg a 2017-es játékoskeret-frissítés illusztrációjában egy koronát és palástot viselő pavapuro-kun meglendíti az ütőt.
A játék újdonságai között szerepel a „Narikiri Play” (なりきりプレイ) névre keresztelt játékosok háta mögötti kameraállás, illetve az egyedi dobástípusok kifejlesztésének lehetősége, melyeket a Success- és a PawaFes-játékmódokban használhatóak.
A Pennant és a Mylife módok immár legfeljebb 30 szezonon keresztül játszhatóak, előbbiben a sorozat korábbi játékaiból visszatérő kitalált szereplők is leigazolhatóak.
A 2016-os kiadás az előző részhez hasonlóan továbbfolytatta az OB-játékosok licenceinek megszerzését, ezúttal kilenc egykori NPB-játékossal bővítve ki a játékot. Az OB-játékosokat a játékbeli áruházban lehet megvásárolni a játékban gyűjthető pénznemmel.
A Dzsikkjó Powerful Pro jakjú 2016 társjátéka az ugyanazon napon megjelent, ingyenesen játszható Dzsikkjó Powerful Pro jakjú Success Special. Mindkét játékban elérhető a Success-mód, de történetük eltérő.
A játékot a 2015-ös Tokyo Game Show játékkiállításon jelentették be „legújabb játék a Dzsikkjó Powerful Pro jakjú sorozatban” (実況パワフルプロ野球シリーズ最新作) munkacímen. A játék hivatalos címét végül csak 2016. január 14-én jelentették be, így meglepetésre nem jelent meg 2015-ös kiadás, így a sorozat 1994-es bemutatkozása óta először fordult elő, hogy nem jelentettek meg egy baseballszezonhoz igazított címet. A Konami 2016 májusa és júliusa között tizenkét promóciós videót tett közzé a játék weboldalán és a YouTube-on keresztül, melyben a tizenkét NPB-csapat 2–3 profi baseball-játékosa mérkőzött meg egymás ellen a játékban.
2016. augusztus 24-ig több, mint 500 000 példányt szállítottak le a játékból, így az elnyerte a PlayStation Awards díjátadó aranydíját.
2017. március 23-án a játék weboldalán keresztül bejelentették, hogy április 27-én egy ingyenes javítófolt keretében a 2017-es évad nyitányának megfelelőre frissítik a játékoskeretet. A 2017. április 27-én megjelent javításban nem csak a játékoskeretet frissítették, de a Dzsikkjó Powerful Pro jakjú Championship 2017 mellékjátékban megjelent újdonságokat, köztük a hivatalos interneten keresztüli bajnokság-módot is hozzáadták a játékhoz. A frissítés után a játék elindításakor felkínálja, hogy 2016-os vagy a 2017-es adatok szerint történjen a játék. Az internetes többjátékos mód kizárólag a 2017-es adatokkal érhető el, a 2016-os oldal internetes módjait leállították. Ezen felül azon módokban, mely fel van szerelve a 2017-es adatokkal nem érhető el az új változó labdasebességre lehetőséget adó effektus.
A játék internetes funkcióit 2018. április 19-én leállították.

## Játékosok
A játék eredetileg a Nippon Professional Baseball összes, tizenkét csapatának 2016. február 1-jei tagjait tartalmazza, kivéve a képzési szerződésben álló játékosokat. Egy 2017. július 13-án megjelent javítófoltban a 2017. május 18-i állásra frissítették a játékoskereteket. Az alábbi táblázatokban szerepel a játék különböző frissítésiben megváltozott játékosok adatai.

### Frissítések
- A 2016. április 28-án megjelent frissítésben négy új, a szezon kezdete előtt leigazolt játékost adtak hozzá a játékhoz.[9]
- A 2016. június 30-án megjelent frissítésben a 2016. május 31-i állapotra frissítették a játékosadatokat, tizenhárom új, a szezon kezdete után leigazolt játékost adtak a játékhoz, illetve kettőt áthelyeztek az új csapatukba. A játékosok képességeit is frissítették.[9]
- A 2016. szeptember 8-án megjelent frissítésben a 2016. július 31-i állapotra frissítették a játékosadatokat, hozzáadtak tizenkilenc új, 2016. július 1-e és 2016. július 31-e között leigazolt játékost, három visszavonult játékost áthelyeztek a szabadúszók közé, egy játékost áthelyeztek az új csapatába, hozzáadtak egy új OB-játékost, valamint a játékosok képességeit is frissítették.[9]
- A 2017. április 27-én megjelent frissítésben hozzáadták a 2017-es szezont a játékhoz. A képzésben lévő játékosokat leszámítva hozzáadták a játékhoz az összes 2017. február 11-ig leigazolt játékost. A 2016-os szezont nem távolították el a játékból, hanem játékosadatait frissítették a 2016. december 15-i állapotokra.[9]
- A 2017. július 13-án megjelent frissítésben a 2017. május 18-i állapotra frissítették a játékosadatokat, hozzáadtak kilenc új, 2017. február 12-e és 2017. május 18-a között leigazolt játékost,[* 3] valamint a játékosok képességeit is frissítették.[9]
- A 2017. szeptember 14-én megjelent frissítésben a 2017. július 31-i állapotra frissítették a játékosadatokat, hozzáadtak tizennyolc új, 2017. május 19-e és 2017. július 31-i között leigazolt játékost, egy visszavonult játékost áthelyeztek a szabadúszók közé,[* 4] négy játékost áthelyeztek az új csapatába, valamint a játékosok képességeit is frissítették.[9]
- A 2017. november 21-én megjelent frissítésben a 2017-es szezon végi állapotra frissítették a játékosadatokat.[9]

### Csapatot váltott játékosok
| NPB-bejelentés      | Régi csapat                  | Játékos           | ⇒              | Új csapat                    | Változás a játékban  | Megjegyzések                     |
| 2016-os szezon      | 2016-os szezon               | 2016-os szezon    | 2016-os szezon | 2016-os szezon               | 2016-os szezon       | 2016-os szezon                   |
| ------------------- | ---------------------------- | ----------------- | -------------- | ---------------------------- | -------------------- | -------------------------------- |
| 2016. április 1.    | Hokkaidó Nippon-Ham Fighters | Fudzsioka Josiaki | ⇒              | Jokohama DeNA BayStars       | 2016. június 30.     | kivásárlás                       |
| 2016. április 12.   | Hokkaidó Nippon-Ham Fighters | Inui Maszahiro    | ⇒              | Yomiuri Giants               | 2016. június 30.     | csere Órui Szuszumuért           |
| 2016. április 12.   | Yomiuri Giants               | Órui Szuszumu     | ⇒              | Hokkaidó Nippon-Ham Fighters | 2016. június 30.     | csere Inui Maszahiróért          |
| 2016. július 20.    | Orix Buffaloes               | Kondó Kazuki      | ⇒              | Tokió Yakult Swallows        | 2016. szeptember 8.  | csere Jagi Rjószukéért           |
| 2016. július 20.    | Tokió Yakult Swallows        | Jagi Rjószuke     | ⇒              | Orix Buffaloes               | 2016. szeptember 8.  | csere Kondó Kazukiért            |
| 2017-es szezon      |                              |                   |                |                              |                      |                                  |
| 2017. július 7.     | Hokkaidó Nippon-Ham Fighters | Edwin Escobar     | ⇒              | Jokohama DeNA BayStars       | 2017. szeptember 14. | csere Kurobane Tosikiért         |
| 2017. július 7.     | Jokohama DeNA BayStars       | Kurobane Tosiki   | ⇒              | Hokkaidó Nippon-Ham Fighters | 2017. szeptember 14. | csere Edwin Escobarért           |
| 2017. július 25.    | Hokkaidó Nippon-Ham Fighters | Jagi Sógo         | ⇒              | Tokió Yakult Swallows        | 2017. szeptember 14. | csere Szugiura Tosihiróért       |
| 2017. július 25.    | Tokió Yakult Swallows        | Szugiura Tosihiro | ⇒              | Hokkaidó Nippon-Ham Fighters | 2017. szeptember 14. | csere Jagi Sógóért               |
| 2017. július 26.    | Yomiuri Giants               | Luis Cruz         | ⇒              | Tóhoku Rakuten Golden Eagles | 2017. szeptember 14. | kivásárlás                       |
| 2017. július 31.    | Hokkaidó Nippon-Ham Fighters | Tanimoto Keiszuke | ⇒              | Csúnicsi Dragons             | 2017. szeptember 14. | kivásárlás                       |
| 2017. augusztus 31. | Hokkaidó Nippon-Ham Fighters | Luis Mendoza      | ⇒              | Hanshin Tigers               | 2017. november 21.   | kiemelve az átigazolási listáról |

### Új játékosok
| NPB-bejelentés    | Csapat                       | Játékos            | Változás a játékban  | Megjegyzések                                                      |                |
| 2016-os szezon    | 2016-os szezon               | 2016-os szezon     | 2016-os szezon       | 2016-os szezon                                                    | 2016-os szezon |
| ----------------- | ---------------------------- | ------------------ | -------------------- | ----------------------------------------------------------------- | -------------- |
| 2016. január 29.  | Hanshin Tigers               | Rafael Dolis       | 2016. április 28.    |                                                                   |                |
| 2016. február 5.  | Szaitama Seibu Lions         | Kimura Sogo        | 2016. április 28.    |                                                                   |                |
| 2016. február 23. | Tóhoku Rakuten Golden Eagles | Jonny Gomes        | 2016. április 28.    | 2016. május 13-án felbontották a szerződését                      |                |
| 2016. február 23. | Orix Buffaloes               | Pat Misch          | 2016. április 28.    |                                                                   |                |
| 2016. április 8.  | Jokohama DeNA BayStars       | Mike Zagurski      | 2016. június 30.     |                                                                   |                |
| 2016. május 17.   | Orix Buffaloes               | Matt Clark         | 2016. június 30.     |                                                                   |                |
| 2016. május 20.   | Jokohama DeNA BayStars       | Elián              | 2016. június 30.     |                                                                   |                |
| 2016. május 24.   | Yomiuri Giants               | José Adolis García | 2016. június 30.     | 2016. augusztus 18-án felbontották a szerződését                  |                |
| 2016. május 30.   | Tokió Yakult Swallows        | Dzsehun            | 2016. június 30.     |                                                                   |                |
| 2016. május 31.   | Szaitama Seibu Lions         | Felipe Paulino     | 2016. június 30.     |                                                                   |                |
| 2016. június 6.   | Csúnicsi Dragons             | Leyson Séptimo     | 2016. szeptember 8.  |                                                                   |                |
| 2016. június 9.   | Yomiuri Giants               | Garcia             | 2016. szeptember 8.  |                                                                   |                |
| 2016. június 16.  | Hanshin Tigers               | Cody Satterwhite   | 2016. szeptember 8.  |                                                                   |                |
| 2016. július 9.   | Hirosima Toyo Carp           | Steve Delabar      | 2016. szeptember 8.  |                                                                   |                |
| 2016. július 12.  | Tóhoku Rakuten Golden Eagles | Félix Pérez        | 2016. szeptember 8.  |                                                                   |                |
| 2016. július 20.  | Szaitama Seibu Lions         | Brian Wolfe        | 2016. szeptember 8.  |                                                                   |                |
| 2016. július 21.  | Tóhoku Rakuten Golden Eagles | Carlos Peguero     | 2016. szeptember 8.  |                                                                   |                |
| 2016. július 22.  | Jokohama DeNA BayStars       | Mike Broadway      | 2016. szeptember 8.  |                                                                   |                |
| 2017-es szezon    |                              |                    |                      |                                                                   |                |
| 2017. február 17. | Hirosima Toyo Carp           | Ramiro Peña        | 2017. július 13.     |                                                                   |                |
| 2017. február 22. | Tokió Yakult Swallows        | Omacu Soicu        | 2017. július 13.     |                                                                   |                |
| 2017. február 23. | Tóhoku Rakuten Golden Eagles | Kuo Júja           | 2017. július 13.     |                                                                   |                |
| 2017. február 23. | Hanshin Tigers               | Rafael Dolis       | 2017. július 13.     |                                                                   |                |
| 2017. április 3.  | Fukuoka Softbank Hawks       | Kavaszaki Munenori | 2017. július 13.     | adatai a tengerentúlra való átigazolása előtti időszakot tükrözik |                |
| 2017. május 26.   | Csiba Lotte Marines          | Roel Santos        | 2017. július 13.     |                                                                   |                |
| 2017. június 1.   | Orix Buffaloes               | Chris Marrero      | 2017. szeptember 14. |                                                                   |                |
| 2017. június 12.  | Tóhoku Rakuten Golden Eagles | Josh Corrales      | 2017. szeptember 14. |                                                                   |                |
| 2017. június 16.  | Csiba Lotte Marines          | Wily Mo Peña       | 2017. szeptember 14. |                                                                   |                |
| 2017. június 20.  | Szaitama Seibu Lions         | Stephen Fife       | 2017. szeptember 14. |                                                                   |                |
| 2017. június 30.  | Hokkaidó Nippon-Ham Fighters | Yadir Drake        | 2017. szeptember 14. |                                                                   |                |
| 2017. július 6.   | Tokió Yakult Swallows        | Carlos Rivero      | 2017. szeptember 14. |                                                                   |                |
| 2017. július 7.   | Hanshin Tigers               | Jason Rogers       | 2017. szeptember 14. |                                                                   |                |

| 2016. március 28. | Yomiuri Giants               | Haszegava Dzsun    | 2016. június 30.     |
| 2016. március 28. | Yomiuri Giants               | Hugo               | 2016. június 30.     |
| 2016. március 31. | Yomiuri Giants               | Abner Abreu        | 2016. június 30.     |
| 2016. április 15. | Hanshin Tigers               | Tanabó Kódzsiró    | 2016. június 30.     |
| 2016. április 15. | Orix Buffaloes               | Cukada Takajuki    | 2016. június 30.     |
| 2016. április 27. | Hanshin Tigers               | Haragucsi Fumihito | 2016. június 30.     |
| 2016. május 2.    | Tokió Yakult Swallows        | Nakasima Sógo      | 2016. június 30.     |
| 2016. június 6.   | Tokió Yakult Swallows        | Hirai Rjó          | 2016. szeptember 8.  |
| 2016. június 24.  | Orix Buffaloes               | Óta Atori          | 2016. szeptember 8.  |
| 2016. július 1.   | Orix Buffaloes               | Szonobe Szatosi    | 2016. szeptember 8.  |
| 2016. július 1.   | Fukuoka Softbank Hawks       | Isikava Súta       | 2016. szeptember 8.  |
| 2016. július 5.   | Tokió Yakult Swallows        | Szató Josinori     | 2016. szeptember 8.  |
| 2016. július 14.  | Csúnicsi Dragons             | Kondó Hiroki       | 2016. szeptember 8.  |
| 2016. július 17.  | Tóhoku Rakuten Golden Eagles | Mijagava Só        | 2016. szeptember 8.  |
| 2016. július 29.  | Csiba Lotte Marines          | Óki Takamasza      | 2016. szeptember 8.  |
| 2016. július 29.  | Csiba Lotte Marines          | Kakinuma Tomoja    | 2016. szeptember 8.  |
| 2016. július 31.  | Fukuoka Softbank Hawks       | Harimoto Maszahiro | 2016. szeptember 8.  |
| 2016. július 31.  | Tóhoku Rakuten Golden Eagles | Kakizava Takahiro  | 2016. szeptember 8.  |
| 2017-es szezon    |                              |                    |                      |
| 2017. március 24. | Fukuoka Softbank Hawks       | Szonoe Kaiszei     | 2017. július 13.     |
| 2017. április 6.  | Tóhoku Rakuten Golden Eagles | Konno Rjúta        | 2017. július 13.     |
| 2017. április 17. | Yomiuri Giants               | Sinohara Sinpei    | 2017. július 13.     |
| 2017. június 3.   | Hirosima Toyo Carp           | Xavier Batista     | 2017. szeptember 14. |
| 2017. június 8.   | Szaitama Seibu Lions         | Kimura Sogo        | 2017. szeptember 14. |
| 2017. június 16.  | Fukuoka Softbank Hawks       | Liván Moinelo      | 2017. szeptember 14. |
| 2017. június 19.  | Hanshin Tigers               | Nisida Naoto       | 2017. szeptember 14. |
| 2017. július 10.  | Csúnicsi Dragons             | Ivaszaki Tacuró    | 2017. szeptember 14. |
| 2017. július 21.  | Hirosima Toyo Carp           | Alejandro Mejia    | 2017. szeptember 14. |
| 2017. július 28.  | Yomiuri Giants               | Aojama Makoto      | 2017. szeptember 14. |
| 2017. július 28.  | Yomiuri Giants               | Maszuda Daiki      | 2017. szeptember 14. |
| 2017. július 31.  | Tóhoku Rakuten Golden Eagles | Jaoita Takumaru    | 2017. szeptember 14. |
| 2017. július 31.  | Tóhoku Rakuten Golden Eagles | Szung Csia-hao     | 2017. szeptember 14. |
| 2017. július 31.  | Yomiuri Giants               | Tanaka Takaja      | 2017. szeptember 14. |

#### Visszavonult és külföldre igazolt játékosok
Ezek a játékosok nem kerültek törlésre a játékból, csupán átkerültek a csapat nélküli szabadúszók közé.
| NPB-bejelentés       | Csapat                       | Játékos           | Változás a játékban  | Megjegyzések               |
| 2016-os szezon       | 2016-os szezon               | 2016-os szezon    | 2016-os szezon       | 2016-os szezon             |
| -------------------- | ---------------------------- | ----------------- | -------------------- | -------------------------- |
| 2016. július 22.     | Szaitama Seibu Lions         | Andy Van Hekken   | 2016. szeptember 8.  | megszűnt a szerződése      |
| 2016. július 27.     | Tokió Yakult Swallows        | Logan Ondrusek    | 2016. szeptember 8.  | felbontották a szerződését |
| 2016. augusztus 5.   | Tóhoku Rakuten Golden Eagles | Ken Ray           | 2016. szeptember 8.  | megszűnt a szerződése      |
| 2017-es szezon       |                              |                   |                      |                            |
| 2017. augusztus 3.   | Orix Buffaloes               | Okunami Kjó       | 2017. szeptember 14. | felbontották a szerződését |
| 2017. szeptember 14. | Tokió Yakult Swallows        | Ross Ohlendorf    | 2017. november 21.   | megszűnt a szerződése      |
| 2017. szeptember 18. | Hanshin Tigers               | Alexis Candelario | 2017. november 21.   | megszűnt a szerződése      |

#### Hozzáadott OB-játékosok
| Játékos          | Változás a játékban | Megjegyzések                                                                     |
| 2016-os szezon   | 2016-os szezon      | 2016-os szezon                                                                   |
| ---------------- | ------------------- | -------------------------------------------------------------------------------- |
| Maeda Kenta      | 2016. szeptember 8. | 300PP-ért vásárolható meg a játékbeli boltban. Adatai a 2017-es szezont tükrözik |
| 2017-es szezon   |                     |                                                                                  |
| Doi Josihiro     | 2017. április 27.   | 300PP-ért vásárolható meg a játékbeli boltban                                    |
| Hori Kóicsi      | 2017. április 27.   | 300PP-ért vásárolható meg a játékbeli boltban                                    |
| Baba Tosifumi    | 2017. április 27.   | 300PP-ért vásárolható meg a játékbeli boltban                                    |
| Simojama Sindzsi | 2017. április 27.   | 300PP-ért vásárolható meg a játékbeli boltban                                    |
| Morijama Makoto  | 2017. április 27.   | 300PP-ért vásárolható meg a játékbeli boltban                                    |
| Nakamura Isszei  | 2017. április 27.   | 300PP-ért vásárolható meg a játékbeli boltban                                    |
| Nakamura Jutaka  | 2017. április 27.   | 300PP-ért vásárolható meg a játékbeli boltban                                    |
| Muramacu Arihito | 2017. április 27.   | 300PP-ért vásárolható meg a játékbeli boltban                                    |

## Játékmechanikai változtatások
A játékban szerepel az előző játékban, a Dzsikkjó Powerful Pro jakjú 2014-ben megjelent manuális dobórendszer, melyet a Pro jakjú Spirits testvérsorozatból forgattak vissza az anyasorozatba.
Ütőrendszer
- Új dobáskurzor-rendszerként megjelent a Pro jakjú Spirits sorozatból átemelt elhalványuló dobáskurzor. Ezzel a Dzsikkjó Powerful Pro jakjú 2012-ben megjelent „meet”-rendszerrel szemben könnyebb elütni a labdát, hiszen már a labda elengedésének pillanata előtt is lehet látni, hogy az várhatóan merre fog repülni.
- Ütőjátékosokként látható az ellenfél dobójátékosának dobásai az adott játékrészben az adott ütő ellen. Opcionálisan csak a strike zóna vagy csak a dobástörténet is megjeleníthető. Ezek mellett az adott dobójátékos adott mérkőzésbeli dobótörténete is visszanézhető.
- A PlayStation Vita-változatban finomhangolták az analóg karral történő ütőirányítást.
- A Dzsikkjó Powerful Pro jakjú Success Special című részhez hasonlóan ütéskor az ütő valamelyest áttetszővé válik, hogy a labda könnyebben követhető legyen.

Dobórendszer

- A dobójátékos által a strike zóna irányába dobott labda mérete minden egyes dobástípusnál megváltozott (példának okáért a fastball mérete 1,1 szeresére, míg a knuckle curve 1,7 szeresére növekedett).
- A sorozat korábbi tagjaiban a labda sebessége drasztikusan lecsökkent miután a dobójátékos állóképessége teljesen elfogyott, azonban a 2016-os epizódban a labda sebessége a dobójátékos állóképességével arányosan csökken.
- A labda maximális sebességét 170km/h-ról 175 km/h-ra emelték.

Védelmi rendszer
- A dobó- és a védekezési erő alapképességek jóval nagyobb szerepet kaptak. Ha ezek a képességek alacsony szinten vannak, akkor az a védőjátékos lassabban fog mozogni védekezés közben, ha pedig az elkapási képessége G-szintű, akkor hibaaránya különösképpen nagy lesz. Ha ezeken felül még a „hiba” negatív képességgel is rendelkezik, akkor a labda elkapásakor az messzire is elpattanhat tőle.
- Ugyan a close play szituációk kikerültek a játékból, azonban a „döngölés”, „blokkolás” és a „kettősjáték-törés” különleges képességek továbbra is szerepelnek benne, hiszen a 2016-os Nippon Professional Baseball-szezonban bevezetett ütközésszabály még nem kapott helyet a játékban.

Egyebek
- Új, „dinamikus nézőpont” ütéskor, melyet a PlayStation 3- és PlayStation 4-verziókban az R3 gombbal (jobb oldali analóg kar) lehet nézőpontot váltani (A PlayStation Vita-kiadásban csak a beállítások menüben lehet ezt átállítani).
- Kibővült a szurkolói énekek tára. Megszüntették az egyedileg készített zeneszámok importálásához való jelszavakat, ezentúl a zeneszámok képfájljait lehet megosztani.
- Háttérzene-beállítás: ebben az epizódban letölthető tartalmakként elérhetőek voltak az előző játékok nyitófőcím dalai, melyeket a menükben felcsendülő háttérzeneként lehetett beállítani (csak akkor lehet átállítani a zenét, ha a játékos legalább egyszer végigvitte a PawaFes vagy a Success módot).
- Ki lehet választani az ütő hangját.
- Macuda Nobuhiro miután hazafutást üt bevágja a „feltüzelt srác!!” (熱男!!) névre keresztelt pózát. Ennek ellenére viszont a 2016-os év másik visszatérő hazafutásöröme, Brandon Laird szusikészítő mozdulata nem került bele a játékba.

## PawaFes
Új játékmód a sorozatban, mellyel a Success-mód fennállásának huszadik évfordulóját ünneplik meg. Ebben a módban az előző játékok tizenkilenc különálló Success-mód történetének csapatai szerepelnek.

### Csapatok
| Csapat                                                       | Játék      | Kapitány         | További megnyerhető tagok                                     | Megjegyzések |
| ------------------------------------------------------------ | ---------- | ---------------- | ------------------------------------------------------------- | --- |
| Gokuaku Kereskedelmi Középiskola (極亜久商業高校)            | 5, 9       | Gaidó Kjódzsi    |                                                               | Power Pro-kompatibilis változat, így a Power Pro Kun Pocketben megjelenő egyedi játékosok (Kameda Micuo és Hirajama Norijuki) nem szerepelnek benne      |
| Tanpopo Manufacturing (たんぽぽ製作所)                       | ’99        | Simada Eiszaku   | Arasijama Miszuzu (menedzser)                                 | Aritacu Tomu, Szorimacsi Szandzsi és Sibata Gunpei nem szerepel benne                                                                                    |
| Renren Középiskola (恋恋高校)                                | 9, 2011    | Hajakava Aoi     | Nanasze Haruka (menedzser)                                    | A 9-ben és a 2011-ben koedukált volt a csapat, azonban a 2016-ban csak lány tagjai vannak                                                                |
| Buszmegálló-állomás Középiskola (バス停前高校)               | 9, 13      | Tanakajama Taró  |                                                               | A 13-ban szereplő csapatkeret alapján. A 2013-ban, a 2014-ben megjelent mobiltelefonos kiadásban, illetve a Success Specialben Tanakajama a dobó-beállós |
| Eleven Műszaki Egyetem (イレブン工科大学)                    | 11         | Tacsibana Mizuki | Nakai Szanta                                                  | Jukimura Maszataka, Karuizava Taiki és a többi egyedi játékos nem szerepel benne                                                                         |
| Folyómedri Miracles (河川敷ミラクルズ)                       | 12         | Umino Szacsiko   |                                                               | Uminón kívül nem szerepel benne a többi egyedi játékos                                                                                                   |
| Fehér Rózsa Beszédes Gakuen Egyetem (白薔薇かしまし学園大学) | PavaPota 4 | Szuzkaze Hope    | Jabeta Akiko, Nacuno Himavari                                 | |
| Szent Jázmin Egyetem (聖ジャスミン学園)                      | 2013       | Tacsikava Hiromi | Kotaka Mirei, Mitó Csihiro, Ózora Mijoko, Kavahosi Homura     | |
| Ragnarok Fiókiskola (ラグナロク分校)                         | 2013       | Hino Jútaró      | Mizuno Mataró, Kuszano Kentaró, Hagane Cujosi, Jabekado Tacuó | A 2013-ban szereplő csapatkeret alapján |
| Pavafuru Középiskola (パワフル高校)                          | 5-től      | Hosii Szubaru    | Udo Mikihisza, Odagiri Takumi                                 | Az 1.06-os frissítéssel került be a játékba. A csapat a Success-mód teljesítése után nyílik meg                                                          |

| Csapat                                            | Játék                          | Kapitány           | További megnyerhető tagok                                                                                                | Megjegyzések |
| ------------------------------------------------- | ------------------------------ | ------------------ | --- | --- |
| Buccsigiri Egyetem (仏契大学)                     | 6                              | Daigó Gecu         | Hidó, Kuroszava Ai (menedzser)                                                                                           | |
| Tintahal Egyetem (するめ大学)                     | 6, 2012                        | Tanaka Maszaru     | Samesima Kumetaró, Otome, Kjúsú, Szaru, Xanth, Muraszame, Tama Szaburó, Tennódzsi                                        | Fudzsimori, a kijelölt ütő nem szerepel benne                                                                                     |
| Drill Denki (ドリル電器)                          | ’99                            | Macuukura Munemicu | Kómoto Fukuo | |
| Mizotto Sports (ミゾットスポーツ)                 | 12, 15                         | Jamagucsi Ken      | Bronco Lee | A 12-ben szereplő csapatkerettel, így Jamagucsi bal kéz helyett a jobb kezével dob. Taga Nozomi egyedi játékos nem szerepel benne |
| Haikjó Középiskola (灰凶高校)                     | 13                             | Gó                 | | Dzsicu Kazuo nem szerepel benne                                                                                                   |
| Izgalmas Fiatalság Középiskola (ときめき青春高校) | 2011                           | Aoba Haruto        | Ojama Mijabi, Szaigó Dzsúzó, Csarai Genki, Kiriki Cujosi Dzsingúdzsi Hikaru, Ine Goszaku, Micumori Ukjó, Micumori Szakjó | |
| Gamba Powerfuls (頑張パワフルズ)                  | 10, 14                         | Fukuja Hanako      | Tódzsó Kodzsiró, Tatenisi Cutomu                                                                                         | A 10-ben szereplő csapatkerettel és mezzel                                                                                        |
| Gokuaku Yankees (極亜久やんきーズ)                | 10, 14                         | Bandó Csódzsi      | Handa Kotecu, Abata Jaszusi, Takano Júki                                                                                 | A 10-ben szereplő csapatkerettel                                                                                                  |
| Taiheiraku Középiskola (太平楽高校)               | Power Pro-app, Success Special | Uraga Júja         | Amagi Hajabusza, Moroi Kijokazu                                                                                          | |

| Csapat                                                | Játék                          | Kapitány            | További megnyerhető tagok                                | Megjegyzések                       |
| ----------------------------------------------------- | ------------------------------ | ------------------- | -------------------------------------------------------- | ---------------------------------- |
| Akacuki Daifuzoku Középiskola (あかつき大付属高校)    | 5, 9                           | Ikari Mamoru        | Ikari Szuszumu, Cukumo Szora, Sidzsó Szumika (menedzser) | A 9-ben szereplő csapatkerettel    |
| Dosukoi Brewery (どすこい酒造)                        | ’99, 15                        | Tamura              |                                                          | A 15-ben szereplő csapatkerettel   |
| Shining Busters (シャイニングバスターズ)              | 14                             | Szuzumoto Daiszuke  |                                                          |                                    |
| Kagurazaka Group (神楽坂グループ)                     | 15                             | Kagurazaka Micuhiko | Rokudó Hidzsiri, Hijori Mijo (menedzser)                 | A 15-ben szereplő csapatkerettel   |
| World Középiskola (ワールド高校)                      | 9, 2013                        | Maximum             | Yaven Dyans, Alvin Lockhart                              | A 2013-ban szereplő csapatkerettel |
| Icsirjú Középiskola (壱流大学)                        | 2014                           | Raidzsira Haruto    | Kureva Eidzsi, Kazanagi Hjó                              |                                    |
| Hadó Középiskola (覇堂高校)                           | Power Pro-app, Success Special | Kiba Arasi          | Kanehara Izuru, Mizusima Sinobu                          |                                    |
| SG Középiskola (SG高校)                               | Power Pro-app, Success Special | Szakuranomija Szósi | Inuki Jamato, Morikava Gaku                              |                                    |
| Feketevas Kereskedelmi Középiskola (くろがね商業高校) |                                | Ógane Mocsitaró     | Zenigata Ranzó, Takarazuka Getto                         |                                    |
| Pro jakjú Legends (プロ野球レジェンズ)                | —                              | (ismeretlen)        |                                                          |                                    |

| Dobójátékosok                                                         | Elkapók                       | Belső védők                                                                                 | Külső védők                                                                                |
| --------------------------------------------------------------------- | ----------------------------- | ------------------------------------------------------------------------------------------- | ------------------------------------------------------------------------------------------ |
| Tanaka Masahiro Ivakuma Hiszasi Yu Darvish Uehara Kódzsi Takacu Singo | Furuta Acuja Szatozaki Tomoja | Ó Szadaharu Nagasima Sigeo Kokubo Hiroki Mijamoto Sinja Kavaszaki Munenori Jamaszaki Takesi | Macui Hideki Kanemoto Tomoaki Akahosi Norihiro Aoki Noricsika Maeda Tomonori Inaba Acunori |

| Csapat                                                  | Játék                          | Kapitány           | További megnyerhető tagok | Megjegyzések                           |
| ------------------------------------------------------- | ------------------------------ | ------------------ | --- | -------------------------------------- |
| Teiō Industries Középiskola (帝王実業高校)              | 5, 9, 13                       | Tomozava Rjó       | Kuon Hikaru, Takeda Keidzsi, Hebisima Kirito, Inukava Kazune, Nekokami Jú                                                    | A 13-ban szereplő csapatkeret alapján. |
| Nagy Fogás Halászati Középiskola (大漁水産高校)         | ’98, 13                        | Macuzaki Tomio     | | A 13-ban szereplő csapatkeret alapján. |
| Draft sima rengó Team (ドラフ島連合チーム)              | 8                              | Papillion          | |                                        |
| Kamimikado Gakuen Egyetem (神帝学園高校)                | PavaPota 3                     | Graviton Arai      | |                                        |
| Négyisten-sárkány Egyetem (四神黄龍高校)                | 2011                           | Szuzaku Nanszeki   | |                                        |
| Madokaszurudo Középiskola (瞬鋭高校)                    | Power Pro-app, Success Special | Karaszuma Takamicu | Szaiga Jukihito, Kodaira Himuka                                                                                              |                                        |
| Akacuki Daifuzoku Középiskola OB (あかつき大付属高校OB) |                                | Icsinosze Tója     | Ninomija Mizuho, Szanbonmacu Hadzsime, Jozó Kendzsi, Igarasi Gonzó, Roppongi Júki, Nanai Arefuto, Jasima Ataru, Cukumo Szora |                                        |

| Csapat                                              | Játék          | Kapitány                   | További megnyerhető tagok                                            | Megjegyzések                            |
| --------------------------------------------------- | -------------- | -------------------------- | -------------------------------------------------------------------- | --------------------------------------- |
| Andromeda Gakuen Középiskola (アンドロメダ学園高校) | 5-től          | Ónisi Harrison Szudzsigane | Kandaka Rjú                                                          |                                         |
| Kurojishi Heavy Industries (黒獅子重工)             | ’99-től        | Elnök                      |                                                                      |                                         |
| Red Angels (レッドエンジェルズ)                     | 10             | Sindó Júdzsiró             |                                                                      |                                         |
| Szaikjó Egyetem (西強大学)                          | 11, 2012, 2014 | Takimoto Taró              | Hiszakata Rei, Sirojama Kenicsi, Kijomoto Kazusige, Szakai Szumijosi | A 2014-ben szereplő csapatkeret alapján |

| Csapat                                      | Játék | Kapitány      | További megnyerhető tagok | Megjegyzések |
| ------------------------------------------- | ----- | ------------- | ------------------------- | ------------ |
| Atsumori Revengers (ATSUMORIリベンジャーズ) | —     | Acumori Szókó |                           |              |

## Kommentátorok
- Stúdiókommentátor

Dómae Hideo
Acumori Szókó (szinkron: Kanemicu Nobuaki)
- Stadionbemondó

Umeda Hidemi
Nakano Kódzsi

## Témazene
- Never-Ending Tale
  - Zene és dalszöveg: Mugino Jui, hangszerelő: Vatanabe Norijuki (Konami)

## Promóció
A játék televíziós reklámjaiban Oguri Sun, Nakamura Aoi és Jamoto Júma színészek szerepeltek. A reklámban Jamoto a sorozat egyik visszatérő szereplőjének, Jabe Akiónak öltözött be.

## Fogadtatás

### Kritikai fogadtatás
A Famicú japán szaklap írói a játék mindhárom verzióját 9/10, 9/10, 9/10 és 10/10 pontszámmal, azaz 37/40-es összpontszámmal értékelték. A Dengeki PlayStation írói is hasonló, 100/100, 90/100, 90/100 és 90/100 pontszámmal értékelték a játék PlayStation 4-változatát.

### Kereskedelmi fogadtatás
A játék PlayStation 4-verziója 101 981 lemezes példánnyal a második, a PlayStation Vita-változata 84 873 dobozos példánnyal a harmadik, míg a PlayStation 3-kiadása 56 447 lemezes példánnyal a negyedik helyen mutatkozott be a japán eladási listákon. A játékból 2017. április 24-ig 500 000 példányt szállítottak le, beleszámolva a digitális letöltéseket is.